# Pristiphora albitibia
Pristiphora albitibia är en stekelart som först beskrevs av A. Costa 1859.  Pristiphora albitibia ingår i släktet Pristiphora, och familjen bladsteklar. Arten är reproducerande i Sverige.